# Alexandr Sergejevič Jakovlev
Alexandr Sergejevič Jakovlev (rusky Алекса́ндр Серге́евич Я́ковлев; 19. březnajul./ 1. dubna 1906greg. – 22. srpna 1989) byl sovětský letecký konstruktér a zakladatel konstrukční kanceláře Jakovlev. Od roku 1938 byl členem komunistické strany SSSR.
Narodil se v Moskvě, kde byl jeho otec zaměstnancem ropné společnosti bratří Nobelů. V letech 1919-1921 pracoval na částečný úvazek jako kurýr, kdy byl ještě na škole a v roce 1922 vybudoval v rámci školního projektu svůj první model letounu.
Jakovlevova konstrukční kancelář navrhla několik stíhacích letounů pro sovětské letectvo, které se zúčastnily druhé světové války. Velmi známé jsou Jak-1, Jak-3 a Jak-9 a také transportní Jak-6. V roce 1945 Jakovlev navrhl jeden z prvních sovětských proudových letounů Jak-15. Také se podílel na prvním sovětském stíhacím letounu pro každé počasí Jak-25P a nadzvukovém bombardéru Jak-28. Dále pokračoval dopravním letounem Jak-40.
Jakovlev sloužil mezi lety 1940–1946 pod Stalinem jako náměstek ministra leteckého průmyslu. Před druhou světovou válkou podnikl spoustu cest do zahraničí včetně Itálie, Anglie a Německa za účelem studie vývoje letadel v těchto zemích. Během války pomáhal dohlížet na přesun leteckých továren na východ a organizaci výroby, zatímco pokračoval jako hlavní konstruktér své kanceláře.
V roce 1976 se Jakovlev stal členem Akademie věd SSSR. Byl poslancem Nejvyššího sovětu SSSR (1946-1989). Do důchodu odešel 21. srpna 1984. Je pohřben na Novoděvičím hřbitově v Moskvě.